# 포항포은중학교
포항포은중학교(浦項圃隱中學校)는 대한민국 경상북도 포항시 남구 오천읍 원리에 있는 공립 중학교이다.

## 학교 연혁
- 2012년 1월 2일 : 포항포은중학교 설립인가
- 2012년 2월 21일 : 임대형 민자사업(BTL)으로 교사 신축
- 2012년 3월 1일 : 초대 정규택 교장 취임
- 2012년 3월 2일 : 2012학년도 입학식(6학급 여 93명, 남 81명 계 174명)
- 2012년 5월 23일 : 개교식 및 비전 선포식
- 2012년 10월 24일 : 글길도서관, Wee Class 리모델링 및 개관
- 2015년 2월 13일 : 제1회 졸업식 (졸업생 186명)
- 2022년 2월 10일 : 제8회 졸업식(남 94명, 여 79명 졸업생 173명, 계 1,361명)
- 2024년 1월 5일 : 제10회 졸업식(남 99명, 여 89명 계 188명)
- 2024년 3월 1일 : 제8대 전우선 교장 취임
- 2024년 3월 4일 : 2024학년도 입학식(남 104명, 여 90명 계 194명)

## 참고 자료
- 포항포은중학교 - 한국교육학술정보원 학교알리미